# Oswald Gundelach
Oswald Gundelach (* 19. Februar 1904 in Poppenlauer; † 26. Dezember 1988 in Würzburg) war ein deutscher Polizist.

## Leben
Im unterfränkischen Landkreis Bad Kissingen aufgewachsen trat Gundelach 1922 in die bayerische Landespolizei - Schutzpolizei ein.
Zur Geheimen Staatspolizei in Würzburg versetzt begleitete er alle von der Gestapo Nürnberg organisierten Deportationen zwischen 1941 und 1943. Für den Transport „DA 49“ wurde er zum Transportführer bestimmt. Die mainfränkischen Juden wurden zwischen 22. und 24. April 1942 in der Evakuierungstelle „Platz’scher Garten“ (benannt nach dem „Konzert- und Vergnügungsetablissement“ in der Benediktstraße 1) gesammelt und marschierten am 25. April zum Bahnhof Aumühle.
Der pflichtbewusste Beamte hat alles genau aufgezeichnet.
Ausgestattet mit umfangreichem Marschgepäck bzw. -verpflegung, Essensmarken für 10 Tage und Złoty im Wert von 250 RM für die Reisekosten übernahm der Transportführer den Zug mit 852 Juden, der ihm um 13:00 Uhr „ordnungsgemäß übergeben“ wurde. Der Zug fuhr Richtung Hauptbahnhof Würzburg, den er um 15:20 Uhr Richtung Osten verlassen hatte. Über Bamberg - Zuladung weiterer 103 Juden - berührte der Zug folgende größere Bahnstationen: Lichtenfels (Oberfranken), Kronach, Saalfeld, am 26. April 1942 Sagan, Glogau, Neulauba (Grenzort), Lissa, Schieratz, Zdunska-Wola, Łask, Pabia-Nitza, Kalisch, am 27. April 1942 Tomaszoo, Konskie, Towanowice, Nicklan, Skarzyska, Radom, Pionki, Nastawina, Deblin, am 28. April 1942 Ankunft um 2.30 Uhr in Lublin, dort Abfahrt um 5:30 Uhr über Krupicez, Rejowiece nach Krasnystaw, dort Ankunft um 8:45 Uhr und Übergabe des Transportes an Obersturmführer Buhl, Stapostelle Lublin. Der Transport wurde vollzählig übergeben; Zwischenfälle haben sich nicht ereignet. Ein polizeiliches Einschreiten war nicht erforderlich. Am 2. Mai 1942 um 4:50 Uhr kehrte Kriminal-Ober-Assistent Oswald Gundelach nach Würzburg zurück und hat sofort fernmündlich seine Ankunft der Dienststelle angezeigt.
Am 12. September 1944 gegen 12:30 Uhr nähert sich ein US-Bomber im Tiefflug dem Spessartdorf Ruppertshütten. Zwei Triebwerke sind nach einem Flaktreffer über Böhlen bei Leipzig ausgefallen. Auf dem Geisköppel (Bayrische Schanz) am Waldrand setzt Pilot Ramon Newman die Maschine am Hang auf, das Fahrwerk bohrt sich in den Boden. Zwei Gestapo-Leute (Heinrich Baumann, Hauptsturmführer Oswald Gundelach), vier Kriminalpolizisten, vier regulär uniformierte Polizisten und der Fahrer rückten nach Ruppertshütten an. Vier Flieger, zwei davon verwundet, wurden gefunden und zum an der Straße gelegenen Schanz-Grundstück mit dem kleinen Häuschen (»an old camp«) gebracht. Heinrich Baumann nahm einen der Gefangenen, ging mit ihm in den Wald und erschoss ihn von hinten. Ein anderer führte den Zweiten weg »and shot him«. Die zwei Verletzten wurden von Oswald Gundelach und noch einmal von Heinrich Baumann erschossen. »Auf der Flucht getötet«, hieß es im Bericht. »Die Leichen wurden behandelt wie ein Stück Vieh«, berichtete ein Augenzeuge. Die begehrten Fliegerjacken hätten Nazis aus dem Ort den Toten abgenommen, dann seien sie über den Friedhof geschleift und in die an der Nordwand ausgehobene Grube geworfen worden.
Die beiden Gestapo-Beamten wurden am 18. Oktober 1947 von einem US-Militärgericht (Fliegermorde) zum Tode verurteilt. Dieses Urteil wurde jedoch wenig später in lebenslange Haft umgewandelt.
1953 vorzeitig entlassen schrieb er an das Bayerische Statistische Landesamt: Ich wurde gegen meinen Willen von Amtswegen von der Schutzpolizei zur Geheimen Staatspolizei in Würzburg versetzt. Ich habe bei der geheimen Staatspolizei Arbeiten verrichtet, die vor 1933 und nach 1945 zu den dienstlichen Obliegenheiten der Polizei gehörten.
1954 wieder in den Polizeidienst übernommen, wurde Oswald Gundelach am 17. Juni 1963 in den Ruhestand verabschiedet und von der bayerischen Staatsregierung mit folgenden Worten geehrt: „Im Namen des Freistaates Bayern spreche ich dem Polizeiobermeister a.D. Oswald Gundelach zur Vollendung einer Dienstzeit von 40 Jahren den Dank und die Anerkennung der bayerischen Staatsregierung aus.“
Gegen Oswald Gundelach strengte die Staatsanwaltschaft Würzburg ein Verfahren wegen Teilnahme an Judendeportationen im Bereich der Staatspolizeiaußenstelle Würzburg in den Jahren 1941 bis 1943 an (Js 34/70); es wurde am 18. September 1970 eingestellt.